# Annemieke Traag
Johanna Maria Elizabeth (Annemieke) Traag (Oldenzaal, 12 juni 1960) is een Nederlands bestuurskundige, politicus, organisatieadviseur en bestuurder.

## Biografie
Traag studeerde bestuurskunde aan de Universiteit Twente en promoveerde ook daarin. Ze was achtereenvolgens werkzaam bij de gemeente Geleen, als promovendus bij de Universiteit Twente, de provincie Overijssel, het Interprovinciaal Overleg  (IPO), het CBS, de gemeente Apeldoorn, een adviesbureau en de regio's Achterhoek en Twente.
In 2011 werd Traag benoemd tot gedeputeerde in de provincie Gelderland met als portefeuille milieubeleid, klimaat en energie, innovatie, jeugdzorg, cultuur en cultuurhistorie. In september 2015 werd zij senior adviseur bij BMC Advies. In april 2016 werd zij benoemd tot waarnemend burgemeester van de gemeente Doetinchem als tijdelijk opvolgster van Niels Joosten.
In maart 2017 werd bekend dat de Doetinchemse gemeenteraad Mark Boumans voorgedragen heeft om daar burgemeester te worden. Hij werd in mei geïnstalleerd. Traag werd in april 2017 benoemd tot gedeputeerde van de provincie Overijssel voor de portefeuille energie, milieu en Europa.
Vanaf 1 september 2019 was Traag adjunct-directeur Optimaliseren Afvalketen en Projectrealisatie bij de directie Afval en Grondstoffen bij de gemeente Amsterdam. Vanaf 1 oktober 2021 was zij adviseur bij organisatieadviesbureau WagenaarHoes.
Sinds 1 april 2022 is Traag manager bestuurszaken bij Vitens. Daarnaast is zij lid van de raad van advies van de deeltijd Master Public Management van de Universiteit Twente en lid van de raad van commissarissen van Huisartsenzorg Oude IJssel.
- International Standard Name Identifier: 0000 0000 3522 2472
- Library of Congress Control Number: n95014544
- Nederlandse Thesaurus van Auteursnamen: 11301208X
- Virtual International Authority File: 23840880
- WorldCat: E39PBJhmGJp3myfhrKQ9MYm8G3